# Mat Sinner
Mat Sinner (nascido em 16 de Outubro de 1964) é um baixista, vocalista e produtor Stuttgart, Alemanha.
Suas principais bandas têm sido Sinner desde 1982 e Primal Fear desde 1997; última banda com Ralf Scheepers. Mas Sinner foi envolvido em inúmeros outros projetos ao longo de sua carreira musical. Ele se juntou ao Voodoo Circle permanentemente em 2008 e recentemente trabalhou como produtor musical para Kiske/Somerville, Bobby Kimball/Jimi Jamison (Toto / Survivor), e o primeiro álbum solo de Ralf Scheepers. Sinner é também o diretor musical da Rock Meets Classic Tour na Europa, onde lendários cantores de rock se juntam à Bohemian Symphony Orchestra Prague e a Mat Sinner Band, a cada janeiro.
Em 2013 Sinner também se juntou à banda Silent Force.

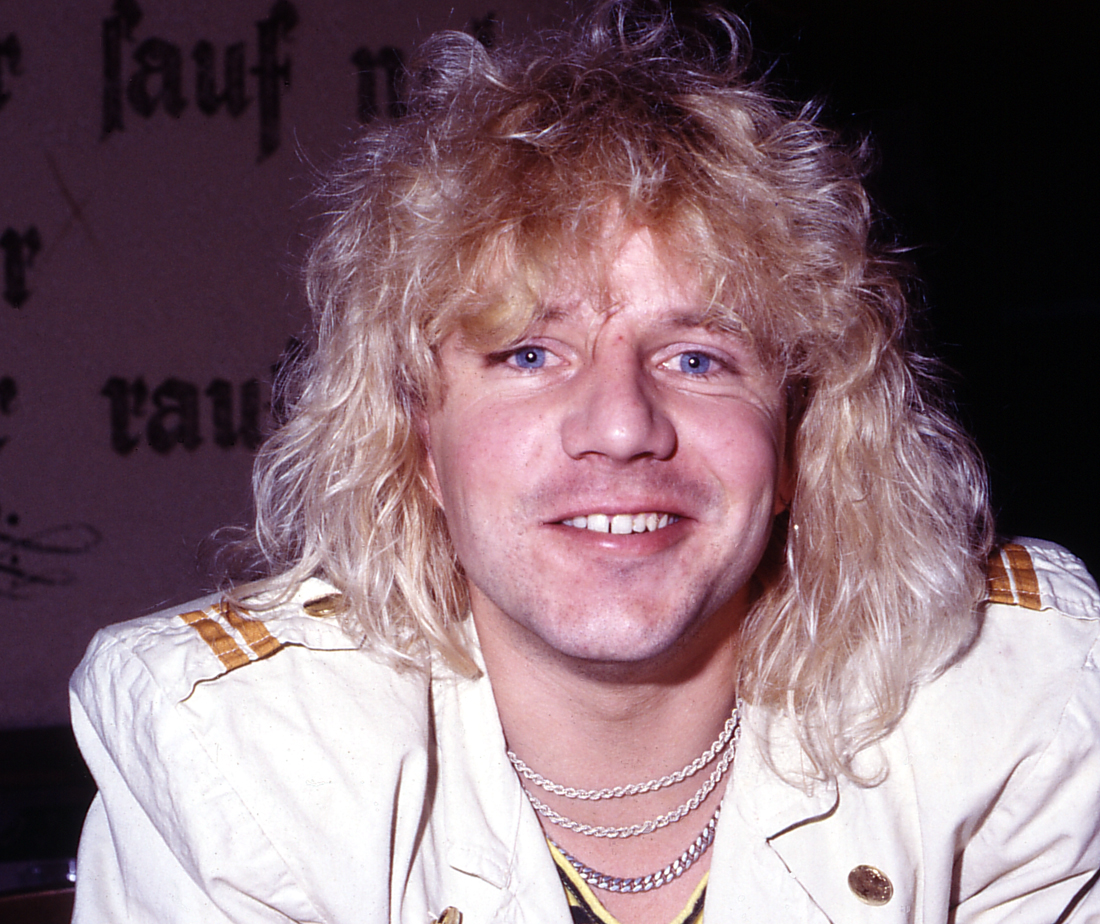
Mat Sinner (1987)

Em 2014, foi anunciado que um novo projeto chamado Level 10, apresentando Sinner com Russell Allen, do Symphony X e outros membros do Primal Fear, seria apresentado em Janeiro de 2015.

## Discografia

### Sinner
- Wild 'N' Evil (1982) (Demo)
- Fast Decision (1983) (Demo)
- Danger Zone (1984)
- Touch of Sin (1985)
- Comin' Out Fighting (1986)
- Dangerous Charm (1987)
- No More Alibis (1992)
- Respect (1994)
- Bottom Line (1995)
- In the Line of Fire (1996)
- Judgement Day (1997)
- The Nature of Evil (1998)
- The End of Sanctuary (2000)
- There Will Be Execution (2004)
- Mask of Sanity (2007)
- Crash & Burn (2008)
- One Bullet Left (2011)
- Touch of Sin 2 (2013)

### Solo
- Back to the Bullet (1990)

### Primal Fear
- Primal Fear (1998)
- Jaws of Death (1999)
- Nuclear Fire (2001)
- Horrorscope (EP) (2002)
- Black Sun (2002)
- The History of Fear (DVD, 2003)
- Devil's Ground (2004)
- Seven Seals (2005)
- Metal Is Forever - The Very Best of Primal Fear (2006)
- New Religion (2007)
- 16.6 (2009)
- Live in the USA (2010)
- 16:6 - All Over The World (DVD, 2010)
- Unbreakable (2012)
- Delivering the Black (2014)
- Rulebreaker (2016)

### Kiske/Somerville
- Kiske/Somerville (2010)
- City of Heroes (2015)

### Voodoo Circle
- Voodoo Circle (2008)
- Broken Heart Syndrome (2011)
- More Than One Way Home (2013)
- Whisky Fingers (2015)

### Ralf Scheepers
- Scheepers (2011)

### Silent Force
- Rising From Ashes (2013)

### Level 10
- Chapter One (2015)

### Outros
- The Heat – Same (1993)
- Skin Deep – Painful Day (1993)
- The Heat – Goldfinger (1995)
- Pegazus – Breaking The Chains (1999)
- Kovenant – New World Order (2000)
- Hammerfall – "Crimson Thunder" (2002)
- Rick Renstrom – Rick Renstrom (2004)
- Joacim Cans – Beyond the Gates (2004)
- Dionysus – Fairytales & Reality (2006)
- Tribuzy – Execution (2006)
- Vengeance – Back in the Ring (2006)
- Biss – Xtension (2006)
- Goddess Shiva – Goddess Shiva (2007)
- Tribuzy – Execution – Live Reunion (2007)
- Barra Bazz – Barra Bazz (2008)
- Vengeance – Soul Collector (2009)
- Phenomena – Blind Faith (2010)
- Kimball/Jamison – Kimball/Jamison (2011)